# Bruno Jacob
Bruno Jacob (* 4. Oktober 1881 in Kassel; † 28. April 1954) war ein deutscher Schriftsteller, Journalist und Heimatforscher.
Nach einer kaufmännischen Lehre war Jacob als freischaffender Schriftsteller tätig. Zeitweise war er Chefredakteur der Tageszeitung Der Niedersachse, die kurzzeitig in Hameln erschien. Bekannt wurde er u. a. durch Schriften über die Stadt Kassel und zu einzelnen Stadtteilen. 